# فلورنس فارستی
فلورنس فارستی (فرانسوی: Florence Foresti‎؛ زادهٔ ۸ نوامبر ۱۹۷۳) یک هنرپیشه اهل فرانسه است. 
از فیلم‌ها یا برنامه‌های تلویزیونی که وی در آنها نقش داشته‌است می‌توان به شازده کوچولو، باربیکیو و آستریکس: سرزمین خدایان اشاره کرد.